# Saint-Germain-du-Bel-Air
Saint-Germain-du-Bel-Air – miejscowość i gmina we Francji, w regionie Oksytania, w departamencie Lot.
Według danych na rok 1990 gminę zamieszkiwały 422 osoby, a gęstość zaludnienia wynosiła 20 osób/km² (wśród 3020 gmin regionu Midi-Pireneje Saint-Germain-du-Bel-Air plasuje się na 655. miejscu pod względem liczby ludności, natomiast pod względem powierzchni na miejscu 526.).